# Đội tuyển bóng đá quốc gia Đông Đức
Đội tuyển bóng đá quốc gia Đông Đức (tiếng Đức: Fußballnationalmannschaft der DDR) hoạt động từ năm 1952 cho tới năm 1990 như một đội tuyển bóng đá của Cộng hòa Dân chủ Đức, đồng thời là một trong ba đội bóng ở Đức hậu chiến, cùng với là 2 phía: Saarland và Tây Đức. Đội từng vô địch môn bóng đá nam Olympic 1976 tại Montreal, Canada; sau năm 1990, đội sáp nhập vào chế độ Miền Tây.
Sau khi tái thống nhất nước Đức năm 1990, Deutscher Fußball Verband der DDR (DFV), cùng với đội Đông Đức, gia nhập Deutscher Fußball Bund (DFB) khi ấy đội Tây Đức mới vừa giành chức vô địch World Cup.

## Kết quả thi đấu

### Giải bóng đá vô địch thế giới
Vô địch       Á quân       Hạng ba       Hạng tư  
| Năm       | Vòng                     | Vị trí                   | Trận                     | Thắng                    | Hòa*                     | Thua                     | BT                       | BB                       |                          |
| --------- | ------------------------ | ------------------------ | ------------------------ | ------------------------ | ------------------------ | ------------------------ | ------------------------ | ------------------------ | ------------------------ |
| 1954      | Không tham dự            | Không tham dự            | Không tham dự            | Không tham dự            | Không tham dự            | Không tham dự            | Không tham dự            | Không tham dự            | Không tham dự            |
| 1958      | Không vượt qua vòng loại | Không vượt qua vòng loại | Không vượt qua vòng loại | Không vượt qua vòng loại | Không vượt qua vòng loại | Không vượt qua vòng loại | Không vượt qua vòng loại | Không vượt qua vòng loại | Không vượt qua vòng loại |
| 1962      | Không vượt qua vòng loại | Không vượt qua vòng loại | Không vượt qua vòng loại | Không vượt qua vòng loại | Không vượt qua vòng loại | Không vượt qua vòng loại | Không vượt qua vòng loại | Không vượt qua vòng loại | Không vượt qua vòng loại |
| 1966      | Không vượt qua vòng loại | Không vượt qua vòng loại | Không vượt qua vòng loại | Không vượt qua vòng loại | Không vượt qua vòng loại | Không vượt qua vòng loại | Không vượt qua vòng loại | Không vượt qua vòng loại | Không vượt qua vòng loại |
| 1970      | Không vượt qua vòng loại | Không vượt qua vòng loại | Không vượt qua vòng loại | Không vượt qua vòng loại | Không vượt qua vòng loại | Không vượt qua vòng loại | Không vượt qua vòng loại | Không vượt qua vòng loại | Không vượt qua vòng loại |
| 1974      | Vòng hai                 | thứ 6                    | 6                        | 2                        | 2                        | 2                        | 5                        | 5                        |                          |
| 1978      | Không vượt qua vòng loại | Không vượt qua vòng loại | Không vượt qua vòng loại | Không vượt qua vòng loại | Không vượt qua vòng loại | Không vượt qua vòng loại | Không vượt qua vòng loại | Không vượt qua vòng loại | Không vượt qua vòng loại |
| 1982      | Không vượt qua vòng loại | Không vượt qua vòng loại | Không vượt qua vòng loại | Không vượt qua vòng loại | Không vượt qua vòng loại | Không vượt qua vòng loại | Không vượt qua vòng loại | Không vượt qua vòng loại | Không vượt qua vòng loại |
| 1986      | Không vượt qua vòng loại | Không vượt qua vòng loại | Không vượt qua vòng loại | Không vượt qua vòng loại | Không vượt qua vòng loại | Không vượt qua vòng loại | Không vượt qua vòng loại | Không vượt qua vòng loại | Không vượt qua vòng loại |
| 1990      | Không vượt qua vòng loại | Không vượt qua vòng loại | Không vượt qua vòng loại | Không vượt qua vòng loại | Không vượt qua vòng loại | Không vượt qua vòng loại | Không vượt qua vòng loại | Không vượt qua vòng loại | Không vượt qua vòng loại |
| Tổng cộng | 1/10                     |                          | 6                        | 2                        | 2                        | 2                        | 5                        | 5                        |                          |

### Giải vô địch châu Âu
| Năm       | Vòng                     | Vị trí                   | Trận                     | Thắng                    | Hòa*                     | Thua                     | BT                       | BB                       |                          |
| --------- | ------------------------ | ------------------------ | ------------------------ | ------------------------ | ------------------------ | ------------------------ | ------------------------ | ------------------------ | ------------------------ |
| 1960      | Không vượt qua vòng loại | Không vượt qua vòng loại | Không vượt qua vòng loại | Không vượt qua vòng loại | Không vượt qua vòng loại | Không vượt qua vòng loại | Không vượt qua vòng loại | Không vượt qua vòng loại | Không vượt qua vòng loại |
| 1964      | Không vượt qua vòng loại | Không vượt qua vòng loại | Không vượt qua vòng loại | Không vượt qua vòng loại | Không vượt qua vòng loại | Không vượt qua vòng loại | Không vượt qua vòng loại | Không vượt qua vòng loại | Không vượt qua vòng loại |
| 1968      | Không vượt qua vòng loại | Không vượt qua vòng loại | Không vượt qua vòng loại | Không vượt qua vòng loại | Không vượt qua vòng loại | Không vượt qua vòng loại | Không vượt qua vòng loại | Không vượt qua vòng loại | Không vượt qua vòng loại |
| 1972      | Không vượt qua vòng loại | Không vượt qua vòng loại | Không vượt qua vòng loại | Không vượt qua vòng loại | Không vượt qua vòng loại | Không vượt qua vòng loại | Không vượt qua vòng loại | Không vượt qua vòng loại | Không vượt qua vòng loại |
| 1976      | Không vượt qua vòng loại | Không vượt qua vòng loại | Không vượt qua vòng loại | Không vượt qua vòng loại | Không vượt qua vòng loại | Không vượt qua vòng loại | Không vượt qua vòng loại | Không vượt qua vòng loại | Không vượt qua vòng loại |
| 1980      | Không vượt qua vòng loại | Không vượt qua vòng loại | Không vượt qua vòng loại | Không vượt qua vòng loại | Không vượt qua vòng loại | Không vượt qua vòng loại | Không vượt qua vòng loại | Không vượt qua vòng loại | Không vượt qua vòng loại |
| 1984      | Không vượt qua vòng loại | Không vượt qua vòng loại | Không vượt qua vòng loại | Không vượt qua vòng loại | Không vượt qua vòng loại | Không vượt qua vòng loại | Không vượt qua vòng loại | Không vượt qua vòng loại | Không vượt qua vòng loại |
| 1988      | Không vượt qua vòng loại | Không vượt qua vòng loại | Không vượt qua vòng loại | Không vượt qua vòng loại | Không vượt qua vòng loại | Không vượt qua vòng loại | Không vượt qua vòng loại | Không vượt qua vòng loại | Không vượt qua vòng loại |
| 1992      | Rút lui từ vòng loại     | Rút lui từ vòng loại     | Rút lui từ vòng loại     | Rút lui từ vòng loại     | Rút lui từ vòng loại     | Rút lui từ vòng loại     | Rút lui từ vòng loại     | Rút lui từ vòng loại     | Rút lui từ vòng loại     |
| Tổng cộng | 0/9                      |                          | 0                        | 0                        | 0                        | 0                        | 0                        | 0                        |                          |

### Thế vận hội Mùa hè
Huy chương vàng       Huy chương bạc       Huy chương đồng  
| Năm  | Vòng                                       | Vị trí                   | Trận                     | Thắng                    | Hòa*                     | Thua                     | BT                       | BB                       |
| ---- | ------------------------------------------ | ------------------------ | ------------------------ | ------------------------ | ------------------------ | ------------------------ | ------------------------ | ------------------------ |
| 1952 | Không tham dự                              | Không tham dự            | Không tham dự            | Không tham dự            | Không tham dự            | Không tham dự            | Không tham dự            | Không tham dự            |
| 1956 | Rút lui                                    | Rút lui                  | Rút lui                  | Rút lui                  | Rút lui                  | Rút lui                  | Rút lui                  | Rút lui                  |
| 1960 | Không vượt qua vòng loại                   | Không vượt qua vòng loại | Không vượt qua vòng loại | Không vượt qua vòng loại | Không vượt qua vòng loại | Không vượt qua vòng loại | Không vượt qua vòng loại | Không vượt qua vòng loại |
| 1964 | Huy chương đồng (Đội tuyển Thống nhất Đức) | thứ 3                    | 6                        | 4                        | 1                        | 1                        | 12                       | 4                        |
| 1968 | Không vượt qua vòng loại                   | Không vượt qua vòng loại | Không vượt qua vòng loại | Không vượt qua vòng loại | Không vượt qua vòng loại | Không vượt qua vòng loại | Không vượt qua vòng loại | Không vượt qua vòng loại |
| 1972 | Huy chương đồng (chia sẻ)                  | thứ 3 (chia sẻ)          | 7                        | 4                        | 1                        | 2                        | 23                       | 9                        |
| 1976 | Huy chương vàng                            | thứ 1                    | 5                        | 4                        | 1                        | 0                        | 10                       | 2                        |
| 1980 | Huy chương bạc                             | thứ 2                    | 6                        | 4                        | 1                        | 1                        | 12                       | 2                        |
| 1984 | Rút lui                                    | Rút lui                  | Rút lui                  | Rút lui                  | Rút lui                  | Rút lui                  | Rút lui                  | Rút lui                  |
| 1988 | Không vượt qua vòng loại                   | Không vượt qua vòng loại | Không vượt qua vòng loại | Không vượt qua vòng loại | Không vượt qua vòng loại | Không vượt qua vòng loại | Không vượt qua vòng loại | Không vượt qua vòng loại |
| Tổng | 1 Vàng, 1 Bạc, 2 Đồng                      | 4/10                     | 24                       | 16                       | 4                        | 4                        | 57                       | 17                       |

## Kỷ lục của cầu thủ

### Thi đấu nhiều trận nhất
Dưới đây là danh sách 25 cầu thủ thi đấu cho Đông Đức nhiều nhất. Số liệu từ trang chủ của DFB, trong đó bao gồm cả mười trận vòng loại cũng như vòng chung kết của Thế vận hội không được tính bởi FIFA. Số liệu của FIFA tính trong ngoặc.
| #  | Cầu thủ              | Giai đoạn thi đấu | Số trận  |
| -- | -------------------- | ----------------- | -------- |
| 1  | Joachim Streich      | 1969–1984         | 102 (98) |
| 2  | Hans-Jürgen Dörner   | 1969–1985         | 100 (96) |
| 3  | Jürgen Croy          | 1967–1981         | 94 (86)  |
| 4  | Konrad Weise         | 1970–1981         | 86 (78)  |
| 5  | Eberhard Vogel       | 1962–1976         | 74 (69)  |
| 6  | Bernd Bransch        | 1967–1976         | 72 (64)  |
| 7  | Peter Ducke          | 1960–1975         | 68 (63)  |
| 8  | Martin Hoffmann      | 1973–1981         | 66 (62)  |
| =  | Lothar Kurbjuweit    | 1970–1981         | 66 (59)  |
| 10 | Ronald Kreer         | 1982–1989         | 65 (65)  |
| 11 | Gerd Kische          | 1971–1980         | 63 (59)  |
| 12 | Matthias Liebers     | 1980–1988         | 59 (59)  |
| 13 | Reinhard Häfner      | 1971–1984         | 58 (54)  |
| 14 | Jürgen Pommerenke    | 1972–1983         | 57 (53)  |
| 15 | Rainer Ernst         | 1981–1990         | 56 (56)  |
| =  | Henning Frenzel      | 1961–1974         | 56 (54)  |
| 17 | Jürgen Sparwasser    | 1969–1977         | 53 (48)  |
| 18 | Andreas Thom         | 1984–1990         | 51 (51)  |
| 19 | Hans-Jürgen Kreische | 1968–1975         | 50 (46)  |
| 20 | Ulf Kirsten          | 1985–1990         | 49 (49)  |
| 21 | Dieter Erler         | 1959–1968         | 47 (45)  |
| =  | Jörg Stübner         | 1984–1990         | 47 (47)  |
| 23 | René Müller          | 1984–1989         | 46 (46)  |
| =  | Dirk Stahmann        | 1982–1989         | 46 (46)  |
| 25 | Rüdiger Schnuphase   | 1973–1983         | 45 (45)  |

### Ghi nhiều bàn thắng nhất
Dưới đây là 15 cầu thủ ghi nhiều bàn thắng nhất cho Đông Đức. Số liệu từ trang chủ của DFB, trong đó bao gồm cả mười trận vòng loại cũng như vòng chung kết của Thế vận hội không được tính bởi FIFA. Số liệu của FIFA tính trong ngoặc.
| #  | Cầu thủ              | Bàn thắng |
| -- | -------------------- | --------- |
| 1  | Joachim Streich      | 55 (53)   |
| 2  | Hans-Jürgen Kreische | 25 (22)   |
| =  | Eberhard Vogel       | 25 (24)   |
| 4  | Rainer Ernst         | 20 (20)   |
| 5  | Henning Frenzel      | 19 (19)   |
| 6  | Martin Hoffmann      | 16 (15)   |
| =  | Jürgen Nöldner       | 16 (16)   |
| =  | Andreas Thom         | 16 (16)   |
| 9  | Peter Ducke          | 15 (15)   |
| =  | Jürgen Sparwasser    | 15 (14)   |
| 11 | Ulf Kirsten          | 14 (14)   |
| 12 | Günter Schröter      | 13 (13)   |
| 13 | Wolfram Löwe         | 12 (12)   |
| =  | Dieter Erler         | 12 (12)   |
| 15 | Willy Tröger         | 11 (11)   |

### Cầu thủ thi đấu cho cả Đông Đức và Đức sau 1990
Luật của FIFA không cho phép các cầu thủ đã khoác áo DFV thi đấu cho DFB trước khi DFB và DFV thống nhất năm 1990. 
Các số liệu từ trang chủ của DFB.
| Cầu thủ         | Đông Đức | Đông Đức  | Đức thống nhất | Đức thống nhất | Tổng | Tổng      |
| Cầu thủ         | Trận     | Bàn thắng | Trận           | Bàn thắng      | Trận | Bàn thắng |
| --------------- | -------- | --------- | -------------- | -------------- | ---- | --------- |
| Ulf Kirsten     | 49       | 14        | 51             | 20             | 100  | 34        |
| Matthias Sammer | 23       | 6         | 51             | 8              | 74   | 14        |
| Andreas Thom    | 51       | 16        | 10             | 2              | 61   | 18        |
| Thomas Doll     | 29       | 7         | 18             | 1              | 47   | 8         |
| Dariusz Wosz    | 7        | 0         | 17             | 1              | 24   | 1         |
| Olaf Marschall  | 4        | 0         | 13             | 3              | 17   | 3         |
| Heiko Scholz    | 7        | 0         | 1              | 0              | 8    | 0         |
| Dirk Schuster   | 4        | 0         | 3              | 0              | 7    | 0         |

## Huấn luyện viên
- 1945-1950 ?
- 1952-1953 Willi Oelgardt
- 1954   Hans Siegert
- 1955-1957 János Gyarmati
- 1958-1959 Fritz Gödicke
- 1959-1961 Heinz Krügel
- 1961-1967 Károly Soós
- 1967-1969 Harald Seeger
- 1970-1981 Georg Buschner
- 1982-1983 Rudolf Krause
- 1983-1988 Bernd Stange
- 1988-1989 Manfred Zapf
- 1989-1990 Eduard Geyer